# Dear Diary/Fighter
《Dear Diary / Fighter》為日本歌手安室奈美惠於2016年10月26日發行的第46張單曲。

## 簡介
- 與上張實體單曲《Hero》相隔約3個月的新作。
- 本次的兩首主打單曲為由新世代當紅演員東出昌大、菅田將暉、池松壮亮等人演出的電影「死亡筆記本：決戰新世界」主題曲及劇中曲。
- 製作人為了擴大電影的海外影響力，特地邀請在國外也有高知名度的安室奈美惠演繹。主題曲「Dear Diary」是抒情的歌曲，主題是相信愛與信任可以照亮並改變世界。劇中曲「Fighter」是一首積極強烈的舞曲，是以上部電影女主角彌海砂（戶田惠梨香主演）的角度，表達為愛不惜犧牲的感情。
- 安室表示能搭配這部電影的主題曲非常光榮，看完這部故事以後認為，雖然每個人都有不同的正義感與相對應的矛盾及衝突，但都深刻的描繪理想目標，雖然兩首是完全不同風格的歌曲，但共通之處是都能夠堅定傳達自己的信念。
- 「Dear Diary」的音樂錄影帶是以「永遠的海岸線」為主題，呈現出許多巨大玻璃瓶中船在海岸邊漂流的幻想場景，這次是由之前製作安室單曲「Hero」NHK音樂錄影帶版本的導演新宮良平拍攝，拍攝當天因為暴雨曾一度考慮中止，但即將開始拍攝時卻奇蹟似的停止降雨，並出現了壯麗漂亮的景色，此外這次還使用了無人機空拍技術，因此從海上拍攝而成如此美景。

## 發行版本
- CD ONLY
- CD+DVD
- CD 初回限定盤

## 曲目

### CD
1. Dear Diary
  - 電影「死亡筆記本：決戰新世界」主題曲
2. Fighter
  - 電影「死亡筆記本：決戰新世界」劇中曲
  - 線上日劇「死亡筆記本 NEW GENERATION」的主題曲
3. Dear Diary (Instrumental)
4. Fighter (Instrumental)

### DVD
1. Dear Diary（Music Video）
2. Fighter（Music Video）